# La historia de Souleymane
La historia de Souleymane (en francés: L'Histoire de Souleymane) es una película francesa de 2024 dirigida por Boris Lojkine a partir de un guion que escribió con Delphine Agut. La película está protagonizada por Abou Sangaré como Souleymane, un inmigrante de Guinea que trabaja en un servicio de entrega de comida en París.
La película tuvo su estreno mundial en la sección Un Certain Regard del Festival de Cine de Cannes de 2024, donde ganó el Premio del Jurado y el Premio de Interpretación. Recibió ocho nominaciones en los 50º Premios César.

## Sinopsis
La historia de Souleymane sigue a Souleymane, un reciente inmigrante guineano, por las calles de París mientras se prepara para su entrevista de solicitud de asilo mientras trabaja para un servicio de reparto de comidas en bicicleta.

## Reparto
- Abou Sangaré como Souleymane
- Nina Meurisse como agente de la OFPRA
- Alpha Oumar Sow como Barry
- Emmanuel Yovanie como Emmanuel
- Younoussa Diallo como Khalil
- Ghislain Mahan como Ghislain
- Mamadou Barry como Mamadou
- Yaya Diallo como Yaya
- Keita Diallo como Kadiatou

## Producción
Durante el desarrollo de la película, Lojkine y la directora de casting Aline Dalbis consultaron a repartidores de comida a domicilio de París para conocer sus dificultades y a miembros de la comunidad de inmigrantes guineanos de la ciudad. El protagonista de la película, Abou Sangaré, fue identificado durante un casting abierto realizado como parte de esta investigación. Sangaré había emigrado a Francia siete años antes del casting, cuando aún era un adolescente.
Las escenas en las que Souleymane repartía comida en bicicleta fueron filmadas por un cámara que iba en bicicleta junto al actor.
Para escribir la escena final de la entrevista, los cineastas recabaron información de solicitantes de asilo guineanos y asistieron a entrevistas realizadas por la Ofpra (Oficina Francesa de Protección de Refugiados y Apátridas).

## Recepción
En el sitio web agregador de críticas Rotten Tomatoes, el 100% de las reseñas de 17 críticos son positivas, con una puntuación media de 7,4/10. Metacritic, que utiliza una media ponderada, asignó a la película una puntuación de 81 sobre 100, basada en 5 reseñas, lo que indica una «aclamación universal».

## Premios y nominaciones
* Fuente: Página de la película en Filmaffinity . 
| Año  | Premio                                  | Categoría                             | Persona nominada                                                                     | Resultado |
| ---- | --------------------------------------- | ------------------------------------- | ------------------------------------------------------------------------------------ | --------- |
| 2024 | Festival Internacional de Cine de Gijón | Premio al mejor actor                 | Abou Sangaré                                                                         | Ganador   |
| 2024 | Festival Internacional de Cine de Gijón | Mejor película (Sección Albar)        | -                                                                                    | Nominada  |
| 2024 | Festival Internacional de Cine de Gijón | Premio Enfants Terribles              | -                                                                                    | Nominada  |
| 2024 | Premios del Cine Europeo                | Mejor actor                           | Abou Sangaré                                                                         | Ganador   |
| 2024 | Premios del Cine Europeo                | Mejor sonido                          | Marc-Olivier Brullé, Pierre Bariaud, Charlotte Butrak, Samuel Aïchoun y Rodrigo Diaz | Ganadores |
| 2024 | Festival de Cannes                      | Un certain regard - Mejor película    | -                                                                                    | Nominada  |
| 2024 | Festival de Cannes                      | Un certain regard - Premio del Jurado | -                                                                                    | Ganadora  |
| 2024 | Festival de Cannes                      | Un certain regard - Mejor actor       | Abou Sangaré                                                                         | Ganador   |
| 2025 | Premios César                           | Mejor película                        | -                                                                                    | Nominada  |
| 2025 | Premios César                           | Mejor dirección                       | Boris Lojkine                                                                        | Nominado  |
| 2025 | Premios César                           | Mejor actriz secundaria               | Nina Meurisse                                                                        | Ganadora  |
| 2025 | Premios César                           | Mejor actor revelación                | Abou Sangaré                                                                         | Ganador   |
| 2025 | Premios César                           | Mejor guion original                  | Boris Lojkine y Delphine Agut                                                        | Ganadores |
| 2025 | Premios César                           | Mejor fotografía                      | Tristan Galand                                                                       | Nominado  |
| 2025 | Premios César                           | Mejor montaje                         | Xavier Sirven                                                                        | Ganador   |
| 2025 | Premios César                           | Mejor sonido                          | Marc-Olivier Brullé, Pierre Bariaud, Charlotte Butrak y Samuel Aïchoun               | Nominados |